# Bananarama
Bananarama — британская вокальная поп-группа.
Группа добилась успеха как трио, выпустившее множество хитов в 1980-е годы. Группа пользовалась популярностью по обе стороны Атлантики, войдя в Соединённых Штатах с песнями «Cruel Summer» и «I Heard A Rumour» в первую десятку, а c песней «Venus» возглавив хит-парад «Билборда». В 1980-е годы группа сотрудничала с продюсерским трио Stock, Aitken & Waterman. В 1988 году Шэвон Фахи вышла замуж за Дейва Стюарта из Eurythmics и покинула группу. В 2019 году группа объединялась в трио для юбилейного тура. Специально для этого события в группу возвратилась Шевон Фахи.
В настоящее время Bananarama продолжает свою деятельность как дуэт.

## Дискография
Альбомы:
- Deep Sea Skiving (1983)
- Bananarama (1984)
- True Confessions (1986)
- Wow! (1987)
- Pop Life (1991)
- Please Yourself (1993)
- Ultra Violet (1995)
- Exotica (2001)
- Drama (2005)
- Viva (2009)
- In Stereo (2019)
- Masquerade (2022)

## Концертные туры
Хедлайнер:
- Cruel Summer Tour (1985)
- Lovekids Tour (1988)
- Bananarama World Tour (1989)
- Dance Mix Tour (1995–1996)
- Bananarama Culture Tour (1997–1999)
- Drama World Tour (2005–2006)
- Viva Tour (2009–2010)
- Live in Concert (2012–2016)
- The Original Line Up Tour (2017–2018)
- In Stereo Tour (2019)
- Masquerade Tour (2022–present)

Совместное хедлайнерство:
- Here and Now Tour (with various artists) (2007–2008)